# 22.2
22.2 o Hamasaki 22.2 (nominato così in onore di Kimio Hamasaki, Senior Research Engineer presso la NHK Science & Technical Research Laboratories in Giappone) è il formato surround utilizzato dal nuovo standard Super Hi-Vision (un nuovo standard di televisione con 16 volte la risoluzione di pixel di un HDTV) 
Esso è stato sviluppato dalla NHK Science & Technical Research Laboratories. Questo nuovo formato utilizza 24 altoparlanti posizionati in tre altezze differenti.

## La posizione degli altoparlanti
Gli speaker sono posizionati in tre livelli:

### Livello superiore: 9 altoparlanti sopra il livello della testa
- Top-Front-Center
- Top-Front-Left
- Top-Side-Left
- Top-Back-Left
- Top-Center

- Top-Back-Center
- Top-Front-Right
- Top-Side-Right
- Top-Back-Right

### Livello medio: 10 altoparlanti a livello della testa
- Front-Center
- Front-Left-of-Center
- Front-Left
- Side-Left
- Back-Left

- Back-Center
- Front-Right-of-Center
- Front-Right
- Side-Right
- Back-Right

### Livello minore: 5 altoparlanti sotto il livello della testa
- Left sub-woofer
- Bottom-Front-Left
- Bottom-Front-Center

- Right sub-woofer
- Bottom-Front-Right

## Dimostrazioni (in inglese)
- Expo 2005, Aichi, Giappone
- NAB 2006 conference, Las Vegas
- IBC 2006, Amsterdam, Paesi Bassi
- IBC 2008, Amsterdam, Paesi Bassi[1]